# 莱涅叙吕索
莱涅叙吕索（法語：Leigné-sur-Usseau，法語發音：[lɛɲe syʁ yso]，意为“于索上方的莱涅”）是法国新阿基坦大区维埃纳省的一个市镇，位于该省北部，属于沙泰勒罗区。

## 地理
莱涅叙吕索（46°54'47"N, 0°28'18"E）面积11.23 平方千米，位于法国新阿基坦大区维埃纳省，该省份为法国中西部省份，北起曼恩-卢瓦尔省和安德尔-卢瓦尔省，西接德塞夫勒省，南至夏朗德省，东南接上维埃纳省，东临安德尔省。
与莱涅叙吕索接壤的市镇（或旧市镇、城区）包括：蒙迪永、圣热尔韦-莱特鲁瓦克洛谢、于索、韦莱什。

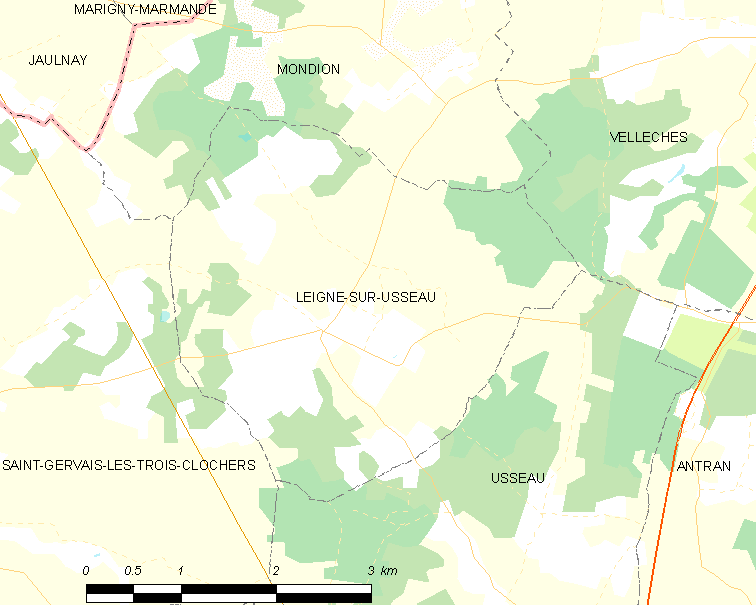
莱涅叙吕索的OSM定位图

莱涅叙吕索的时区为UTC+01:00、UTC+02:00（夏令时）。

## 行政
莱涅叙吕索的邮政编码为86230，INSEE市镇编码为86127。

## 政治
莱涅叙吕索所属的省级选区为沙泰勒罗第二县。

## 人口

1962-2008年间莱涅叙吕索人口变化图示

莱涅叙吕索于2022年1月1日时的人口数量为453人。